# Jan Maloch
Jan Maloch (11. červen 1825 Praha – 16. leden 1911 Královské Vinohrady) byl český malíř, fotograf a entomolog.

## Život
Pocházel z rodiny postřihače původem ze Slaného. Měl staršího bratra Josefa (1816–1865), který byl litografem. V říjnu 1839 začal studovat přípravku na Akademii výtvarných umění v Praze. V roce 1845 odešel do Vídně. Zde se vyučil fotografem-daguerrotypistou. 7. října 1851 se oženil s vdovou Karolinou Hebrovou, rozenou Seifertovou (1820–1887), se kterou měl čtyři syny. V roce 1852 si otevřel malířský a daguerotypický ateliér ve Spálené ulici. Zde působil až do roku 1863 s přestávkou let 1859–1860, kdy měl ateliér na Václavském náměstí. Od roku 1863 pracoval u Františka Fridricha v Michalské ulici. V roce 1875 Fridrichův ateliér převzal. Působil zde do roku 1885, kdy fotografické studio předal synu Karlovi a věnoval se svému koníčku z mládí – entomologii.
Zemřel roku 1911 a byl pohřben na Olšanských hřbitovech.

## Dílo
Jan Maloch se věnoval především portrétní fotografii. V začátku svého působení zhotovoval i pražské veduty, které patří mezi nejstarší fotografie Prahy. Pořídil portréty významných osobností, jako byli Karel Javůrek, Josef Mánes, Božena Němcová nebo Soběslav Pinkas.

## Galerie

Fotografie Jana Malocha
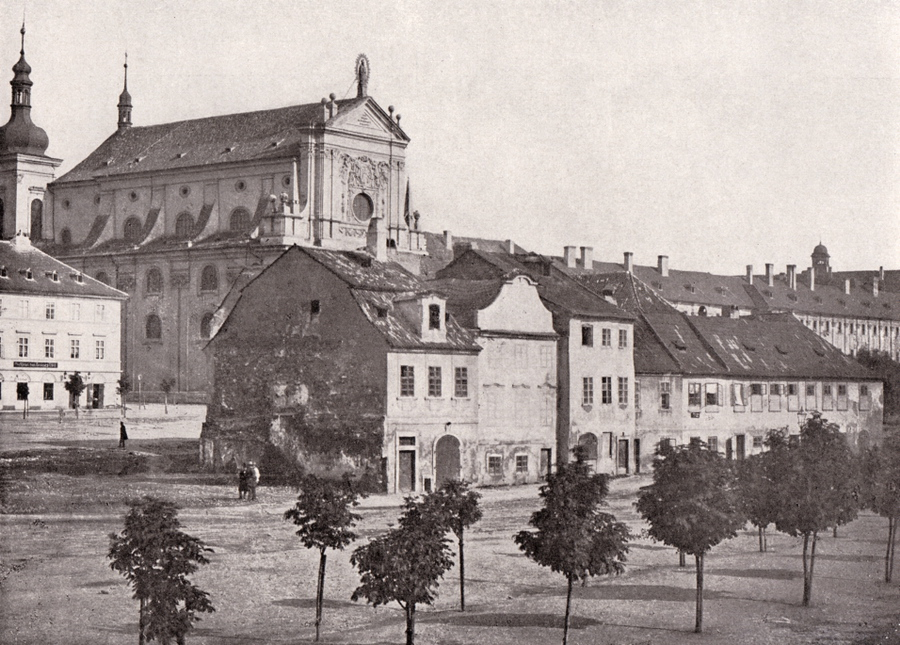
Slavný Malochův snímek Karlova náměstí z roku 1858 ještě zachycuje domy uprostřed náměstí, zbořené v roce 1863.
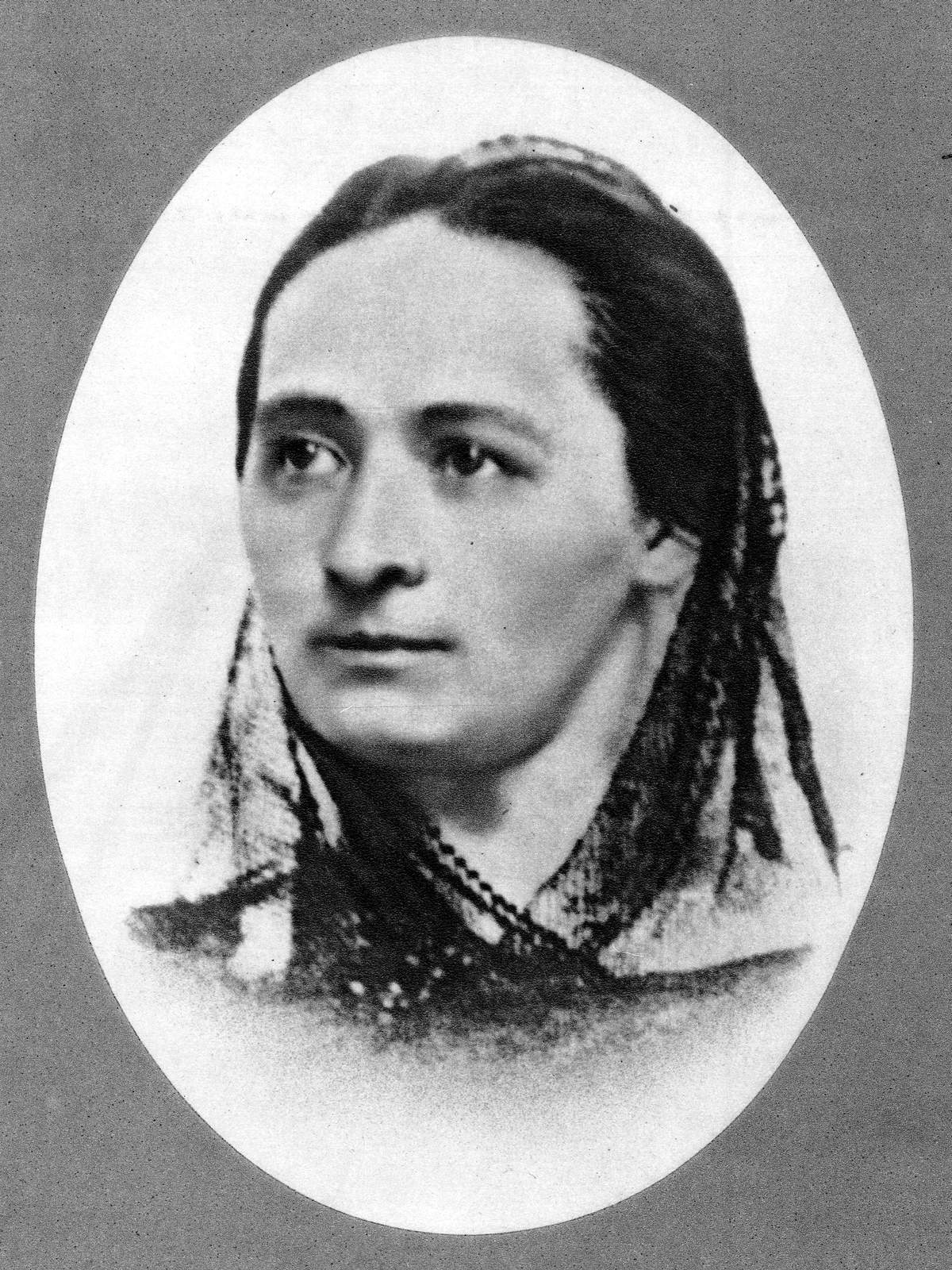
Janu Malochovi je připisována i daguerrotypie Boženy Němcové asi z roku 1854. Tato daguerrotypie byla později mnohokrát reprodukována a překreslována.